# Nordlagune
Die Nordlagune (norwegisch Nordlaguna) ist der zweitgrößte See auf der politisch zu Norwegen gehörenden arktischen Insel Jan Mayen.

## Geographie

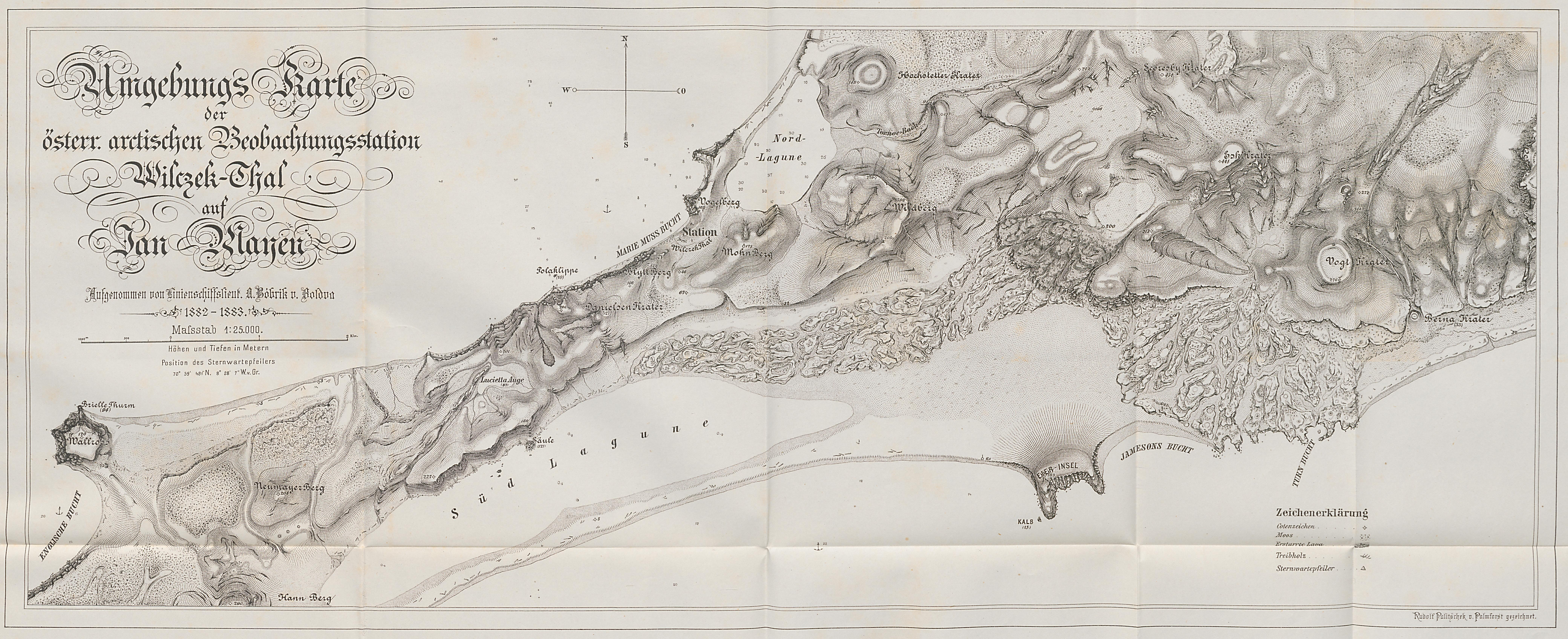
Die Nordlagune auf der Karte der österreichischen Expedition von 1882/83 (Adolf Bóbrik von Boldva, 1884)

Der abflusslose Süßwassersee liegt in unmittelbarer Nähe der Nordwestküste und ist von der Stasjonsbukta nur durch einen etwa einen Kilometer langen, 100 m breiten und fünf Meter hohen Damm getrennt. Bei rauer See kann Meerwasser über den Damm in die Nordlagune gelangen. Am Westende des Sees ragt der Fugleberget, der Rest eines erodierten Vulkankraters mit einem markanten Gipfelfelsen, 167 m in die Höhe. Landseitig ist die Nordlagune von den Bergen Mohnberget (169 m), Wildberget (300 m) und dem Hochstetterkrater (138 m) eingefasst. In den dazwischenliegenden Tälern Wilczekdalen, Jøssingdalen, Stasjonsdalen und Tornøedalen fließen Bäche dem See zu.

## Ökologie
In der Nordlagune lebt eine Population des Wandersaiblings (Salvelinus alpinus). Ihre Nahrungsgrundlage bilden ein dürftiges benthisches Zooplankton, der Kot von Seevögeln, die Gewölle von Eismöwen sowie eingetragene Nährstoffe durch sporadisch über den Damm schwappendes Meerwasser. Die Fische wachsen langsam und werden früh geschlechtsreif. Einige entwickeln sich zu deutlich größeren Exemplaren, die sich kannibalisch ernähren.

## Geschichte
Anders als die später entstandene Südlagune findet man die Nordlagune bereits auf Joan Blaeus Karte von 1662.
1882 errichtete die österreichische Expedition im Rahmen des Ersten Internationalen Polarjahrs ihre Stationsgebäude etwa einen Kilometer westlich der Südwestspitze des Sees, im Wilczekdalen zu Füßen des Fugleberget. Sie nahm die erste Vermessung des Sees vor, führte die ersten wissenschaftlichen Untersuchungen am See durch und entnahm ihm ihr Trinkwasser. Als 1906 die ersten norwegischen Pelztierjäger auf die Insel kamen, überwinterten sie in den Häusern der Österreicher. 1908 bauten sie weitere Hütten, die ihnen bei ihren Jagdausflügen als Unterkunft dienten. Aus dieser Zeit stammt eine zeltartige Konstruktion aus Treibholz an der Nordlagune, die Andersenhytta, heute das älteste noch stehende Bauwerk Jan Mayens.
1921 wurde am Nordufer des Sees Jacobsenhuset gebaut, das aber schon im Winter 1923/24 vom Sturm zerstört wurde. An gleicher Stelle entstand 1926 die Trapperhütte Joestinhuset.
Im Zweiten Weltkrieg wurde eine norwegische Garnison auf Jan Mayen stationiert. Im März 1941 bezog sie ein Fertighaus im Stasjonsdalen südöstlich der Nordlagune. Direkt am See wurde zwei Jahre später eine Sauna aus Treibholz gebaut. Die US-Armee errichtete 1943 eine Funkpeilstation auf dem Damm der Nordlagune und drei Nissenhütten zur Unterbringung des Personals am nördlichen Seeufer. Die Gebäude wurden 1946 von den Norwegern übernommen, die ihre meteorologische Station hierher verlegten, aber schon 1949 an einen erhöhten Standort 200 m weiter nördlich zogen, wo die Gamle Metten („alte meteorologische Station“) bis 1962 betrieben wurde. In den 1950er Jahren wurden am Nordufer des Sees noch eine kleine Holzhütte und eine Sauna für die Meteorologen gebaut. Die Häuser der Amerikaner und Joestinhuset wurden 1968 abgerissen.
In den 1950er Jahren gab es reiche Heringsbestände in den Gewässern um Jan Mayen. Zur Trinkwasserversorgung der Fischereiflotte wurde 1952 eine Anlage installiert, die Wasser aus der Nordlagune zu einer Boje auf dem Meer pumpte. Die Konstruktion wurde von Eis und Seegang immer wieder beschädigt und ging im September 1954 in einem Sturm verloren. Im Juli 1952 trat das Storting mit dem Vorschlag an die norwegische Regierung heran, die Nordlagune zu einem Hafen auszubauen. Das Projekt wurde erst 1979 zu den Akten gelegt. Die erwarteten Kosten waren zu hoch.